# Valico di Erez
Il valico di Erez (in ebraico: מעבר ארז) è un valico di frontiera pedonale/terminal merci presso la barriera tra Israele e la Striscia di Gaza. Si trova nel nord della Striscia di Gaza, al confine con Israele.
Il transito è attualmente limitato ad arabi residenti sotto la giurisdizione dell'Autorità palestinese, per cittadini egiziani oppure per aiuti internazionali ufficiali.